# Anouar El Azzouzi
Anouar El Azzouzi (* 29. Mai 2001 in Veenendaal) ist ein niederländisch-marokkanischer Fußballspieler. Der zentrale Mittelfeldspieler steht aktuell bei Fortuna Düsseldorf unter Vertrag und ist ehemaliger marokkanischer Jugendnationalspieler.

## Karriere

### Jugend und Debüt beim FC Dordrecht
Mit zehn Jahren begann Anouar gemeinsam mit seinem Bruder beim örtlichen Verein VRC Veenendaal zu spielen, nachdem sie an einem lokalen Turnier teilgenommen hatten. Kurz darauf wurden sie von Vitesse Arnheim aufgenommen, wo Anouar sieben Jahre lang ausgebildet wurde.
2019 wechselte er zur NEC Nijmegen, verließ den Klub jedoch bereits im Dezember 2020 wieder. Er war überzeugt, dass es die richtige Entscheidung war, da er dort keine langfristige Perspektive sah.
Am 2. August 2021 unterschrieb er beim FC Dordrecht. Nur einen Monat später, am 5. September, gab er sein Profidebüt in der zweiten niederländischen Liga (Eerste Divisie) gegen VVV Venlo, als er unter Trainer Michele Santoni für Ruggero Mannes eingewechselt wurde (0:1-Niederlage). Zwei Wochen später stand er erstmals in der Startelf gegen den SC Telstar. Sein erstes Profitor erzielte er per Kopf am 17. Januar 2022 im Spiel gegen Jong AZ. Zwei Wochen später, am 2. Februar 2022, unterzeichnete er seinen ersten Profivertrag mit dem Klub.

### Wechsel zu PEC Zwolle
Am 10. Juli 2023 wechselte El Azzouzi zu PEC Zwolle. Der Vertrag lief über drei Jahre mit Option auf ein viertes. In der Saison 2023/24 gab er unter Trainer Johnny Jansen sein Debüt in der Eredivisie.
Am vierten Spieltag wurde er gegen Almere City FC eingewechselt und spielte als Innenverteidiger (2:1-Sieg). Sein erstes Spiel in der Eredivisie endete jedoch mit einem Platzverweis in der 108. Minute. Erst am 13. Januar 2024 stand er erstmals von Beginn an in einem Erstligaspiel – beim 2:2-Unentschieden gegen den SC Heerenveen.

### Wechsel zu Fortuna Düsseldorf
Im Juni 2025 wechselte El Azzouzi erneut, diesmal zum deutschen Zweitligisten Fortuna Düsseldorf. In Düsseldorf erhielt er die Trikotnummer 8.

## Familie
Er hat einen Zwillingsbruder, Oussama El Azzouzi, der fünf Minuten nach ihm geboren wurde und aktuell vom FC Bologna an AJ Auxerre ausgeliehen ist, sowie einen älteren Bruder namens Achraf El Azzouzi.